# Makole
Makole (em alemão:  Maxau) é um município da Eslovênia. A sede do município fica na localidade de mesmo nome.